# Добровољачка војска Југославије
Добровољачка војска Југославије, је назив за добровољачке одреде у саставу Народноослободилачке партизанске и добровољачке војске Југославије (НОП и ДВЈ).
После саветовања у Иванчићима, Врховни командант НОП одреда Југославије Јосип Броз Тито је на путу од Романије према Фочи, 11. јануара 1942. године, одлучио да се од људства бивших четничких одреда које је било спремно да се бори против окупатора, али не да и да ступа у партизанске јединице, формирају добровољачки одреди под командом Врховног штаба НОПОЈ-а. У складу с тим Врховни штаб је променио назив у Врховни штаб НОП и ДВЈ и одредио формацију јединица Добровољачке војске, систем командовања и прописао амблем (национална тробојка) на капи.
Ове јединице су формиране једино у источној Босни. На Јахорини је формиран Јахорински добровољачки одред 21. јануара 1942. године. После разбијања четника у горњем току реке Дрине формирана су два добровољачка одреда — Фочански и Дрински, претежно од људства разбијених четничких јединица. У југоисточној Босни, када је Ударна група Врховног штаба (Друга пролетерска ударна бригада и три батаљона Прве пролетреске ударне бригаде) разбила главне четничке снаге, у марту 1942. године формирана су још четири добровољачка одреда: Рогатички, Власенички, Сребренички и Крајишки.
У саставу Бирчанског, Романијског и НОП одреда „Звијезда” формирано је и девет добровољачких батаљона. У току операција у источној Босни у пролеће 1942. године ове јединице, изложене четничкој пропаганди и ударцима надмоћнијих окупаторско-квинлишких снага, нису успеле да се одрже. Њиховим формирањем наглашена је ослободилачка, антиокупаторска платформа Народноослободилачког покрета, да би се обезбедила подршка и учешће најширих народних маса.